# Середземноморський ялицевий степ Високого Атласу
Середземноморський ялицевий степ Високого Атласу — екорегіон гірських луків і чагарників у Марокко. Простягається вздовж хребта Високого Атласу, що є північно-західною складовою Атлаських гір.

## Географія
Екорегіон покриває висоти 2700 — 4167 м над рівнем моря на Тубкалі, що є найвищою вершиною Північної Африки.

## Клімат
Екорегіон має помірний гірський клімат.
Середньорічна кількість опадів коливається від 200 до 600 мм, а в найвологіших районах до 1000 мм.
На північних схилах, як правило, прохолодніше і вологіше, а сніг може зберігатися до семи місяців вище 3500 метрів.
Схили, що виходять на південь, зазвичай сухішіі і зазнають вплив суховіїв із Сахари.

## Флора
Рідколісся з ялівцю (Juniperus thurifera) та вічнозелених дібров (Quercus ilex) є характерною спільнотою рослин, що простягається до лінії дерев приблизно на висоту 3200 м.
Cupressus atlantica, що знаходиться під загрозою зникнення, наразі скоротилось до кілька сотень дерев, розкиданих у західній частині ареалу.
Землю покривають колючі та подушковидні чагарники, зокрема Cytisus balansae, Erinacea anthylis, Prunus prostrata та Astragalus armatus.

Найгустіші ліси дубів і ялівців мають підлісок із тіньолюбних чагарників, а саме: Fraxinus dimorpha, Lonicera arborea, Crataegus lacinata, Buxus sempervirens і Berberis vulgaris australis, Juniperaxy herbadenera, Helrusea eerbanera, Helupera eerbaniea eerbainera, Festuca triflora, Festuca rubra.

Відкриті луки покривають хребти і простягаються від лінії дерев до вершин, перемежовуються ділянками голих скель.
Ці високогірні луки пристосовані до сильних вітрів і альпійських умов, і представлені: Avena montana, Festuca mairei, Festuca alpina і Ranunculus geraniifolius.

На нижчих висотах ялівцеві та дубові ліси переходять у вічнозелені широколистяні ліси, які простягаються до 2800 метрів над рівнем моря на вологих північних схилах, а склерофітні хвойні ліси простягаються від 1500 метрів над рівнем моря до 3100 метрів на сухіших південних схилах.

## Фауна
Серед ссавців варто відзначити Panthera pardus panthera, Ammotragus lervia, Vulpes vulpes, Canis aureus, Sus scrofa, Atlantoxerus getulus, Herpestes ichneumon, Hystrix cristata, Mustela putorius.
Серед птахів варто відзначити: Prunella collaris, Monticola saxatilis, Apus caffer, Rhodopechys alienus, Eremophila alpestris atlas.

Серед рептилій варто відзначити: Quedenfeldtia trachyblepharus, Quedenfeldtia moerens, Lacerta andreanskyi, Chalcides montanus, Vipera monticola.

## Заповідні території
- Національний парк Тубкаль
- національний парк Верхній Атлас.